# Józef Adamek (voetballer)

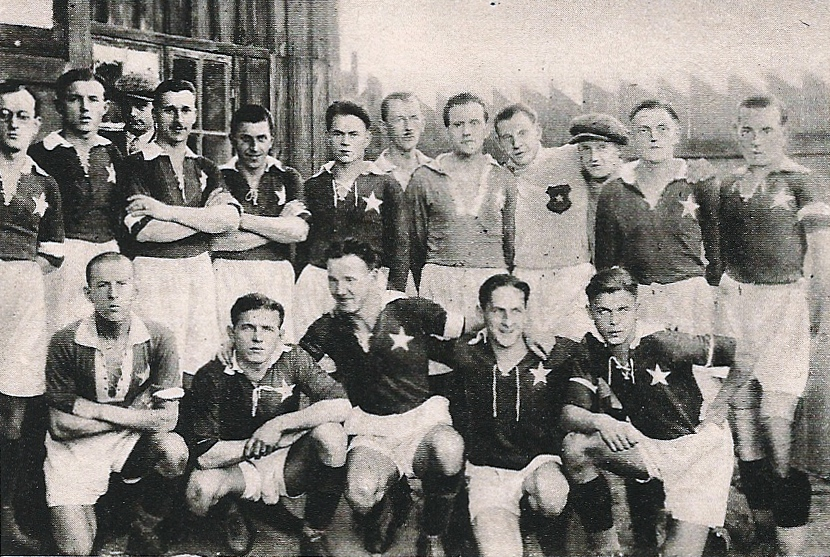
Team van Wisla Krakow in 1928, met o.a. Józef Adamek

Józef Janusz Adamek (Krakau, 21 februari 1900 – aldaar, 1 oktober 1974) was een Pools voetballer die gedurende zijn volledige carrière voor Wisła Kraków speelde.
Adamek speelde 9 wedstrijden voor het Pools voetbalelftal. Hij maakte zijn debuut op 10 juni 1924 in een wedstrijd tegen de Verenigde Staten. Hij maakte tevens deel uit van de Poolse selectie voor de Olympische Zomerspelen 1924, maar speelde hier geen enkele wedstrijd.